# Letheobia praeocularis
Letheobia praeocularis är en ormart som beskrevs av Stejneger 1894. Letheobia praeocularis ingår i släktet Letheobia och familjen maskormar. Inga underarter finns listade i Catalogue of Life.
Denna orm förekommer i västra och centrala Afrika från Togo till centrala Angola. Arten lever i låglandet och i kulliga områden upp till 700 meter över havet. Den vistas i landskap där skogar och savanner bildar en mosaik. Honor lägger ägg.
För beståndet är inga hot kända. Hela populationen anses vara stabil. IUCN kategoriserar arten globalt som livskraftig.